# Elaphidion scabricolle
Elaphidion scabricolle là một loài bọ cánh cứng trong họ Cerambycidae.